# تيموثي بلومفيلد
تيموثي بلومفيلد (31 مايو 1973 - )  (بالإنجليزية: Timothy Bloomfield)‏ هو لاعب كريكت بريطاني.